# Луна (ТВ серија)
Луна (шп. Luna, la heredera) колумбијска је теленовела, продукцијске куће Каракол ТВ, снимана 2004.
У Србији је емитована 2006. на телевизији Пинк.

## Синопсис
Луна је млада и лепа девојка која са својом мајком Викторијом живи у малом граду на Карибима. Једног дана у град стиже Естебан Ломбардо, који жели откупити земљиште Лунине породице и претворити га у туристичко насеље. Михарес, један од Естебанових људи, унајмљен је да крене са тим пројектом. Како би убрзао ствари, Михарес запошљава Игнасија, бескрупулозног радника. Викторија Мендоза, Лунина мајка одбија продати њихово имање, те ју неколико дана касније злочести Игнасио убије.
Након трагичне смрти своје мајке, Луна одлучује открити кривца и осветити се. Напушта своје место и одлази у нови град где упознаје Маурисија Гарсију, младог и успешног адвоката кога ће замолити да јој помогне вратити своје имање. Долази до обостране привлачности и развитка љубави која ће кратко потрајати, јер се у Луни убрзо пробуде сумње да је Маурисио узрок њене несреће. Након тога у њен живот улази нов човек Родриго Ломбардо. Сада се пред Луном налазе два пута, крај Маурисија, кога сматра убицом, или Родрига, за кога ни не слути да је син кривца њене несреће — Естебана Ломбарда.

## Улоге
| Глумац:                | Улога:            |
| ---------------------- | ----------------- |
| Габи Еспино            | Луна Мендоза      |
| Кристијан Мајер        | Маурисио Гарсија  |
| Алехандро де ла Мадрид | Родриго Ломбардо  |
| Аура Кристина Гејтнер  | Данијела          |
| Андреа Лопез           | Палома            |
| Данило Сантос          | Борис             |
| Хулио Сесар Луна       | Естебан Ломбардо  |
| Густаво Ангарита       | Хасинто           |
| Лилијана Гонзалез      | Маргарита         |
| Алина Лозано           | Беатрис           |
| Хорхе Херера           | Мануел            |
| Луис Фернандо Салас    | Карлос            |
| Лилијана Салазар       | Моника            |
| Фернандо Солорзано     | Дани              |
| Армандо Гутјерез       | Рамиро Михарес    |
| Џими Васкез            | Лусио             |
| Саин Кастро            | Силвио            |
| Рита Бендек            | Карлота           |
| Марта Лилијана         | Руиз Сусана       |
| Нарен Дарјанани        | Андрес            |
| Бјанка Аранго          | Катја             |
| Валентина Акоста       | Алисија           |
| Хуан Давид Санчез      | Примо             |
| Аура Елена Прада       | Елена             |
| Вики Хернандез         | Викторија Мендоза |
| Фернандо Лара          | Бенито            |
| Глорија Монтоја        | Пилар             |
| Раул Гутјерез          | Валенсија         |
| Адријана Кампос        | Алба              |